# Сражение при Блэндфорде
Сражение при Блэндфорде (Battle of Blandford), так же известное как сражение при Питерсберге (Battle of Petersburg) — одно из сражений Йорктаунской кампании американской Войны за независимость, которое произошло 25 апреля 1781 года около вирджинского Питерсберга в местечке Блэндфорд. Британский отряд Филлипса, численностью 2 500 человек, атаковал и заставил отступить 1000 ополченцев под командованием барона фон Штойбена.
В начале 1781 года появление британского отряда Арнольда в Вирджинии потребовало срочно мобилизовать вирджинское ополчение, но ополченцы были плохо обучены и слабо вооружены и не могли всерьёз препятствовать Арнольду. В то же время Арнольд в марте 1781 года был усилен отрядом Филлипса и начал наступление на Питерсберг. Вирджинские ополченцы Штойбена и Мюленберга решили встретить их в Блэндфорде. Несмотря на численное превосходство англичан, ополченцам удалось некоторое время уверенно обороняться, а затем они организованно отступили за реку Аппоматтокс, избежав флангового обхода, который задумал Джон Симко. Впоследствии они отступили к Ричмонду, а затем соединились с отрядом Лафайета. Британская армия продолжила рейды, а затем присоединилась в армии лорда Корнуолиса.

## Предыстория
К декабрю 1780 года ситуация складывалась не в пользу американской армии: она перенесла несколько поражений на юге, у Чарльстона и в сражении при Кэмдене, а армия Вашингтона была связана под Нью-Йорком армией Генри Клинтона. Американская валюта обесценивалась, общество устало от войны и теряло веру в победу, а в армии возникали бунты из-за невыплат и трудных условий службы. Американцам удалось, однако, достичь небольшого успеха: они разбили лоялистское ополчения в сражении при Кингс-Маунтин, и тем самым осложнили англичанам дальнейший набор лоялистов в армию.
Чтобы остановить англичан на юге, Вашингтон отправил туда генерал-майора Натаниеля Грина, своего лучшего стратега, с заданием восстановить армию после разгрома при Кэмдене.
Чтобы ослабить Грина генерал Чарльз Корнуоллис попросил Клинтона направить в Вирджинию отряд Бенедикта Арнольда, и в декабре 1780 года отряд Арнольда, численностью 1 600 человек, отправился в Вирджинию. В Вирджинии ещё не проходило боевых действий, и Арнольду было приказано уничтожить военные запасы в штате, а затем создать базу для последующих операций в Портсмуте. Днём 4 января 1781 года отряд Арнольда поднялся вверх по реке Джеймс и высадился в Уэстовере. Двигаясь оттуда ускоренным ночным маршем, он 5 января вошёл в Ричмонд, столицу штата. Потратив ещё один день на рейды, Арнольд вернулся к лодкам и уплыл в Портсмут, где начал строить базу. Вирджинское ополчение Питера Мюленберга перекрыло все подступы к Портсмуту, но отряд Мюленберга был невелик и неопытен и не мог реально воспрепятствовать перемещениям англичан.
Появление Арнольда в Вирджинии заставило Вашингтона мобилизовать все доступные силы. В феврале он отправил в Вирджинию отряд Континентальной армии под командованием маркиза Лафайета, и попросил французского адмирала Суше (шевалье Детуша) поддержать Лафайета. Так как внезапный шторм повредил британский флот, Суше смог отправить линейный корабль и два фрегата. Когда они прибыли к Портсмуту, Арнольд отвёл свои мелкосидящие корабли вверх по реке Элизабет, где французы не смогли их достать. Французы вернулись в Ньюпорт, но по просьбе Вашингтона 8 марта Суше отправился на юг уже силами всего своего флота, с отрядом 1 200 человек на борту. Узнав об этом, Клинтон и адмирал Арбатнот предприняли контрмеры: 8 линейных кораблей Арбатнота вышли на перехват, вступили в бой с французами у Кейп-Генри, и не дали им войти в Чесапикский залив. За флотом следовали транспорты с отрядом в 2 000 человек под командованием Уильяма Филлипса. 26 марта Филлипс высадился в Портсмуте и, как старший по званию, принял командование всей Портсмутской базой.
Вирджинскому ополчению, которым командовал барон фон Штойбен, теперь требовалось защищать Вирджинию. Не зная, куда точно отправится Филлипс, Штойбен приказал эвакуировать всё ценное с приморской полосы вглубь континента; он был уверен, что Филлипс не будет отдаляться от своих кораблей.
Вскоре намерения противника прояснились: Филлипс оставил в Портсмуте гарнизон, и 16 апреля отправился по реке Джеймс на 25-ти судах, на каждое из которых было погружено 100 человек. 20 апреля Филлипс высадился у Джеймстауна, а 23 апреля англичане снова отправились вверх по реке к Устоверу, высадились на берег и отбросили отряд ополчения численностью около 500 человек. Штойбену сообщили, что противник насчитывает от 2 500 до 3 000 человек. 24 апреля англичане высадились в устье реки Аппоматтокс.
24 апреля Штойбен приехал в Питерсберг из Честерфилда, одновременно в Питерсберг пришёл отряд Мюленберга, численностью около 1 000 человек. Отряд Лафайета тоже шёл к Питерсбергу, но был ещё далеко, а отряд Энтони Уэйна ещё дальше. Штойбен и Мюленберг решили, что их отряд слишком мал и плохо обучен, но стоит попробовать принять бой. На военном совете было решено занять позицию в городке Блэндфорд восточнее Питерсберга, провести демонстрацию силы, а затем отвести ополченцев за реку Аппоматтокс по мосту Покахонтаса, чтобы сохранить их для последующих боевых действий. В тот же вечер Штойбен велел Мюленбергу встать на северной стороне Аппоматтокса, на полуострове, известном как Покахонтас-Айленд, и занять позицию на высоте фронтом к реке. Ночью, в свете луны, ополченцы спустились с этих высот, перешли мост, прошли город, уже охваченный паникой эвакуации, и заняли позицию в Блэндфорде.
Штойбен предпринял особые меры по охранению моста Покахонтаса — единственного в округе, деревянного моста шириной 12 футов. Чтобы обоз не создавал проблем при отходе, он оставил его на северной стороне реки, там же осталась и артиллерия. Кавалерийский отряд капитана Роберта Боллинга остался у северной оконечности моста. У южной Штойбен поставил небольшой батальон из полков Мюлленберга. Этот батальон должен был служить резервом и одновременно не дать ополчению уйти за мост раньше времени. Артиллерия капитана Льюиса Букера (две 6-фунтовые бронзовые пушки) разместилась на высоте Бэйкер-Хилл. Это было не вполне традиционно расположение артиллерии, но позиция позволяла простреливать Питерсберг и Блэндфорд и прикрывать пехоту.

## Сражение
24 апреля после заката солнца отряд Филиппса численностью 2 500 человек (английских и гессенских солдат) высадился в Сити-Пойнт, в 19 километрах восточнее Питерсберга. На рассвете 25 апреля 4 полка вирджинского ополчения Мюленберга (1000 человек) встали в Блэндфорде в две линии и стали ждать противника. В первой линии стояли полки Томара Мериуиттера и Джона Дика. Мериуиттер стоял слева, упираясь левым флангом в реку, а Дик справа, и его правый фланг опирался на холмы к югу от Блэндфорда. Основной была вторая линия, которая должна была принять удар после отступления первой. Она состояла из полка Ральфа Фолкнера на левом фланге и полка Джона Слоутера на правом. Эта линия находилась в том месте, где сейчас питерсбергская улица Мэдисон-Стрит. Она была расположена так, чтобы наступающие англичане были максимально открыты для огня артиллерии: им предстояло наступать через ровное поле и ручей Лейтенантс-Ран. Полк Гуда Штойбен поместил на северном берегу Аппоматтокса, на случай, если англичане решат высадиться там.
Мюленберга больше всего смущало десятикратное преимущество англичан по количеству штыков. Он понимал, что его ополчение не выдержит штыковой атаки, и ему надо было вести бой так, чтобы не дать англичанам подойти достаточно близко.
Утром 25 апреля англичане начали марш в 10:00, следуя по Ривер-Роуд к Питерсбергу. Отряд Филлипса состоял из 76-го (McDonell’s Highlanders) и 80-го (Royal Edinburgh Volunteers) пехотных полков, лоялистского корпуса Джона Симко (Queen’s Rangers), американского легиона Арнольда, отряда гессенских егерей и двух батальонов лёгкой пехоты. Филлипс первоначально хотел пойти в обход через здание суда округа Принс-Джордж, чтобы уничтожитьтам склады боеприпасов, но разведка донесла, что американцы уже вывезли все припасы, поэтому Филлипс направился прямо к Питерсбергу. Пареллельно вверх по реке шли одиннадцать легко вооружённых судов с боеприпасами. Эти суда были вооружены, вероятно, 3-фунтовыми вертлюжными пушками. Филлипс разместил на них несколько регулярных рот.
Первая перестрелка завязалась между британскими судами и передовым американским постом, ротой капитана Генри Читема. В 14:00 Филлипс остановил колонну в 1,6 километре от позиции противника и построил войска для боя. Полковник Роберт Эберкромби должен был повести батальон лёгкой пехоты и роту в 50 егерей с правого фланга, вдоль реки, чтобы отбросить левое крыло американцев к мосту Покахонтаса. Одновременно подполковник Томас Дандас должен был повести 76-й и 80-й полки в атаку на правый фланг американцев, чтобы опровинуть его и прижать противника к реке. Второй батальон лёгкой пехоты и лоялистов Симко и Арнольда оставили в резерве. Там же в резерве остались и артиллерия: две 6-фунтовые пушки и две 3-фунтовые.
В ходе наступления Филлипс и Эберкромби заметили, что одна из вирджинских рот (рота капитана Лоуренса Хауза из полка Джона Дика) заняла позицию на высоте, откуда может вести фланговый огонь по наступающим англичанам, поэтому Эберкромби послал егерей, чтобы выбить вирджинцев с позиции. Хауз сразу же отступил. Он опасался, что может быть отрезан от основных сил своей армии.
Изучив позицию американцев, Филлипс обнаружил, что у неё надежно прикрыт только левый фланг, а правый висит в воздухе. Поэтому он приказал рейджерам Симко обойти противника с фланга и атаковать фланг. Он догадывался, что американцы планируют отступить за реку, и рассчитывал, что Симко не позволит им этого сделать. Симко сумел скрытно обойти американцев, перейти ручей Лейтенантс-Ран и занять высоту к югу от Питерсберга.
Между тем британская пехота пошла в наступление. Линия Мюленберга была очень тонкой, но ополченцы использовали изгороди и овраги в качестве укрытия. Они упорно отстреливались и в какой-то момент даже попытались контратаковать крыло Эберкромби. Однако подошли английские суда, и американцам пришлось выделить несколько рот для перестрелки с ними; это происходило в том месте, где Лейтенантс-Ран впадает в Аппоматтокс. Филлипс в это время стал сомневаться в успехе наступления. Атака по пересечённой местности могла привести к серьёзным потерям. Поэтому он подтянул артиллерию и разместил её в середине своей позиции. Появление артиллерии дало понять Штойбену и Мюлленбергу, что первую линию пора отвести. По приказу Штойбена ополчение стало отходить через Блэндфорд, при этом городские дома и изгороди не позволяли англичанам вести огонь по отступающим. В то же время британская пехота оказалась в зоне поражения американских орудий на Бэйкер-Хилл.
Выбив противника из Блэндфорда, Филлипс приостановил наступление, чтобы выровнять ряды. Его боевая линия теперь стояла там, где сейчас проходит улица Кратер-Роуд, и ему противостояли теперь все четыре американских полка, построенных на окраине Питерсберга. Вторая фаза сражения началась общей атакой британской пехоты. Но и в этот раз атака была отбита плотным мушкетным огнём. Вирджинцы занимали выгодную высоту и имели хорошие сектора обстрела. Филлипс организовал вторую атаку, и она снова была отбита. Требовалась поддержка артиллерии, но той нужно было время, чтобы пройти милю расстояния от её первой позиции. Когда же она подошла, Филлипс нашёл для неё удобную позицию на своём левом фланге. В этот момент Штойбен решил, что его армия уже сделала всё, что смогла. Она около часа держала противника у второй позиции, и рисковать продолжением боя не следовало.
Когда началось отступление американцев, кавалерия Симко стояла на высоте к югу от Питерсберга. Увидев, что противник отступает к мосту, Симко понял, что не успеет ничем ему помешать, и решил обойти Питерсберг с запада, найти там брод, перейти на северный берег реки и постараться захватить американскую артиллерию на Бэйкер-Хилл.
Сражение стало особенно ожесточённым, когда британцы вошли в Питерсберг и стали пробиваться к мосту. Мост был недостаточно широк для быстрого отступления, и у англичан был шанс разбить противника у моста. Они несколько раз ходили в штыковую атаку, и даже захватили в плен 40 или 50 человек но, по воспоминаниям очевидца, дорого заплатили за эту добычу. Американцы успешно отступили за реку и разобрали настил моста. Оттуда они отступили на высоты к орудиям. Сражение завершилось примерно в 18:00.

## Последствия
Американцы потеряли примерно 150 человек убитыми, ранеными и пленными. Англичане потеряли 25 или 30 человек. Это сражение стало первым независимым полевым командованием для Штойбена и прошло успешно, несмотря на соотношение потерь. Он следовал своему плану не идти на излишний риск и берег ресурсы, поэтому даже не ввёл в бой свой резервный батальон. В письме Вашингтону он писал, что не мог сдать Питерсберг без боя, чтобы не воодушевлять противника, но и не мог позволить себе поражения, которое бы привело к потере ценного вооружения.